# Phenibut
Phenibut thường được bán dưới các nhãn hiệu Anvifen, Fenibut, Noofen và một số tên gọi khác. Phenibut là loại thuốc ức chế hệ thần kinh trung ương với tác dụng giải tỏa lo âu, được sử dụng để điều trị chứng lo âu, mất ngủ và nhiều chỉ định y khoa khác. Phenibut thường được đưa vào cơ thể bằng đường uống dưới dạng viên nén, hoặc có thể được tiêm vào tĩnh mạch.
Các tác dụng phụ của phenibut bao gồm an thần, buồn ngủ, buồn nôn, khó chịu, kích động, chóng mặt, nhức đầu, và nhiều tác dụng phụ khác. Dùng quá liều phenibut có thể gây suy nhược rõ rệt hệ thần kinh trung ương, bao gồm cả bất tỉnh. Thuốc này có liên quan về cấu trúc với chất dẫn truyền thần kinh axit γ-aminobutyric (GABA), và vì thế là một chất tương tự GABA. Phenibut được cho là hoạt động như một chất kích hoạt thụ thể GABAB, tương tự như baclofen và γ-hydroxybutyrat (GHB). Tuy nhiên, ở nồng độ thấp phenibut làm tăng nhẹ nồng độ dopamin trong não, tạo ra các tác dụng kích thích ngoài việc giải lo âu. Nghiên cứu sau đó đã phát hiện ra rằng nó cũng là một chất ngăn chặn mạnh các kênh calci phụ thuộc điện thế (VDCC) chứa tiểu đơn vị α2δ, tương tự như các gabapentinoid như gabapentin và pregabalin.
Phenibut được phát triển ở Liên Xô và được đưa vào sử dụng trong y tế từ thập niên 1960. Ngày nay, nó được bán trên thị trường để sử dụng trong y tế ở Nga, Ukraina, Belarus, Kazakhstan và Latvia. Thuốc này không được phê chuẩn để sử dụng lâm sàng ở Hoa Kỳ và phần lớn châu Âu, nhưng nó cũng được bán trên Internet như một chất bổ sung dinh dưỡng và loại thuốc có mục đích tăng cường nhận thức. Phenibut từng được sử dụng để tiêu khiển và có thể tạo ra sự hưng phấn cũng như gây nghiện, lệ thuộc thuốc và triệu chứng cai nghiện. Nó là một chất bị kiểm soát ở Úc, và người ta đã đề nghị rằng tình trạng pháp lý của nó cũng nên được xem xét lại ở châu Âu.

## Sử dụng trong y tế
Phenibut được sử dụng ở Nga, Ukraina, Belarus và Latvia như một loại dược phẩm để điều trị lo lắng và cải thiện giấc ngủ (ví dụ, trong điều trị chứng mất ngủ). Nó cũng được sử dụng cho nhiều chỉ định khác nhau, bao gồm điều trị suy nhược, trầm cảm, nghiện rượu, triệu chứng cai rượu, rối loạn căng thẳng sau chấn thương, nói lắp, máy giật, rối loạn tiền đình, bệnh Ménière, chóng mặt, để ngăn ngừa say tàu xe, và ngăn ngừa lo lắng trước hoặc sau các thủ tục phẫu thuật hoặc các xét nghiệm chẩn đoán đau đớn.

### Các dạng có sẵn
Phenibut có sẵn dưới dạng viên nén 250 & 500 mg để uống và dưới dạng dung dịch ở nồng độ 10 mg/mL để tiêm/truyền.

## Chống chỉ định
Các chống chỉ định của phenibut bao gồm:
- Không dung nạp được phenibut.
- Mang thai và cho con bú.
- Trẻ em dưới hai tuổi.
- Suy gan hay các bệnh gan khác.
- Tổn thương loét đường tiêu hóa.

Phenibut không nên uống với rượu.

## Tác dụng phụ
Phenibut thường được dung nạp tốt. Các tác dụng phụ có thể xảy ra bao gồm an thần, buồn ngủ, buồn nôn, khó chịu, kích động, lo lắng, chóng mặt, nhức đầu và các phản ứng dị ứng như phát ban và ngứa. Ở liều cao, có thể xảy ra hiện tượng mất phối hợp vận động, mất thăng bằng và nôn nao. Khả năng dung nạp phenibut phát triển theo sử dụng lặp lại. Các triệu chứng cai nghiện có thể xảy ra khi ngừng sử dụng, và ở những người dùng tiêu khiển với liều cao, đã được báo cáo là bao gồm lo lắng ngược trở lại nghiêm trọng, mất ngủ, tức giận, khó chịu, kích động, ảo giác thính giác, ảo giác thị giác, và rối loạn tâm thần cấp tính. Do tác dụng ức chế hệ thần kinh trung ương của nó, những người dùng phenibut nên tránh các hoạt động nguy hiểm tiềm ẩn như vận hành máy móc nặng. Khi sử dụng phenibut kéo dài, đặc biệt với liều cao, cần theo dõi gan và máu, do nguy cơ mắc bệnh gan nhiễm mỡ và tăng bạch cầu ái toan.

## Sử dụng quá liều
Khi dùng quá liều, phenibut có thể gây buồn ngủ nghiêm trọng, buồn nôn, nôn mửa, tăng bạch cầu ái toan, hạ huyết áp, suy thận và trên 7 gam thì gây thoái hóa gan nhiễm mỡ. Không có thuốc giải độc cụ thể cho quá liều phenibut. Hôn mê, buồn ngủ, kích động, mê sảng, co giật tăng trương lực, giảm ý thức hoặc bất tỉnh, và không phản ứng đã được báo cáo ở những người dùng tiêu khiển sử dụng quá liều. Xử trí quá liều phenibut bao gồm than hoạt tính, rửa dạ dày, gây nôn và điều trị dựa theo triệu chứng. Có một số ca tử vong liên quan đến quá liều phenibut.

## Tác động qua lại của thuốc
Phenibut có thể tăng cường tác động qua lại và kéo dài thời gian tác dụng của các thuốc ức chế hệ thần kinh trung ương khác, bao gồm các loại thuốc giải lo âu, thuốc chống loạn thần, thuốc an thần, thuốc giảm đau nhóm opioid, thuốc chống co giật và rượu.

## Dược học

### Dược lực học
| Hợp chất                                       | GABAB | GABAA |
| ---------------------------------------------- | ----- | ----- |
| GABA                                           | 0,08  | 0,12  |
| GHB                                            | > 100 | > 100 |
| GABOB                                          | 1,10  | 1,38  |
| Phenibut                                       | 9,6   | > 100 |
| 4-F-phenibut                                   | 1,70  | > 100 |
| Baclofen                                       | 0,13  | > 100 |
| (R)-Baclofen                                   | 0,13  | > 100 |
| (S)-Baclofen                                   | 74,0  | > 100 |
| Các giá trị là IC50 (μM) trong não chuột cống. |       |       |

Phenibut hoạt động như một chất kích hoạt đầy đủ của thụ thể GABAB, tương tự như baclofen. Nó có ái lực với thụ thể GABAB thấp hơn 30-68 lần so với baclofen, và tương ứng được sử dụng với liều cao hơn nhiều so với baclofen. (R)-Phenibut có ái lực với thụ thể GABAB cao hơn 100 lần so với (S)-Phenibut; do đó, (R)-Phenibut là chất đồng phân đối quang hoạt động tại thụ thể GABAB. Ở nồng độ rất cao, phenibut cũng hoạt động như một chất kích hoạt của thụ thể GABAA, là thụ thể chịu trách nhiệm cho các hoạt động của benzodiazepine, barbiturat và rượu.
| Hợp chất                                     | TĐV α2δ | GABAB  |
| -------------------------------------------- | ------- | ------ |
| Phenibut                                     | ND      | 177    |
| (R)-Phenibut                                 | 23      | 92     |
| (S)-Phenibut                                 | 39      | >1.000 |
| Baclofen                                     | 156     | 6      |
| Gabapentin                                   | 0,05    | >1.000 |
| Các giá trị là Ki (μM) trong não chuột cống. |         |        |

Phenibut cũng liên kết và ngăn chặn các VDCC chứa tiểu đơn vị α2δ, tương tự như gabapentin và pregabalin, và vì thế nó là một gabapentinoid. Cả (R)-Phenibut và (S)-Phenibut biểu thị tác động này với ái lực tương tự (K i tương ứng bằng 23 và 39  μM). Ngoài ra, (R)-Phenibut có ái lực tại vị trí này gấp 4 lần so với thụ thể GABAB (Ki = 92 μM), trong khi (S)-Phenibut liên kết không đáng kể với thụ thể GABAB (Ki > 1 mM). Do đó, dựa theo kết quả của nghiên cứu này, phenibut dường như có hiệu nghiệm lớn hơn nhiều trong tương tác của nó với các VDCC chứa tiểu đơn vị α2δ so với thụ thể GABAB (từ 5 đến 10 lần). Vì lý do này, các tác động của phenibut với tư cách là một chất chặn kênh calci phụ thuộc điện thế chứa tiểu đơn vị α2δ hay một gabapentinoid có thể là cơ chế hoạt động chính thực sự của nó và điều này có thể giải thích sự khác biệt giữa phenibut và chất tương đối gần với nó là baclofen (chất mà trái lại về cơ bản có hoạt tính không đáng kể như một gabapentinoid; Ki = 6 μM với thụ thể GABAB và Ki = 156 μM với các VDCC chứa tiểu đơn vị α2δ, hay chênh lệch 26 lần về ái lực).
(R)-Phenibut và (S)-Phenibut đã được thử nghiệm tại 85 vị trí liên kết ở nồng độ 100 μM không có hoạt tính (ức chế liên kết dưới 20%) được quan sát, ngoại trừ ở tiểu đơn vị α2δ của VDCC và thụ thể GABAB. Trong nghiên cứu này, (R)-Phenibut và (S)-Phenibut có các giá trị IC50 để ức chế liên kết gabapentin tương ứng là 87,1 μM và 91,0 μM (Ki = 60 μM). IC50 cho gabapentin trong cùng điều kiện là 0,09 μM. Các nhà nghiên cứu cũng đánh giá phenibut tại thụ thể GABAB và tìm thấy giá trị Ki là 57 μM đối với (R)-Phenibut, khoảng 2 lần nồng độ đó (~ 114 μM) với phenibut hỗn hợp racemic.

### Dược động học
Rất ít thông tin đã được công bố về dược động học lâm sàng của phenibut. Thuốc được ghi nhận là hấp thu tốt. Nó phân bố rộng khắp cơ thể và ngang qua hàng rào máu não. Khoảng 0,1% liều phenibut chỉ định được báo cáo là xâm nhập vào não, điều này được cho là xảy ra ở mức độ lớn hơn nhiều ở người trẻ và người già. Theo dõi liều 250 mg duy nhất ở những người tình nguyện khỏe mạnh, thời gian bán thải của nó là khoảng 5,3 giờ và thuốc được thải trừ phần lớn (63%) qua nước tiểu dưới dạng không thay đổi. Ở động vật, sinh khả dụng tuyệt đối của phenibut là 64% sau khi uống và tiêm tĩnh mạch, nó dường như trải qua quá trình chuyển hóa tối thiểu hoặc không ở nhiều loài, và nó vượt qua hàng rào máu não ở mức độ lớn hơn đáng kể so với GABA. Các chất chuyển hóa của phenibut được báo cáo là không hoạt động (bất hoạt).
Một số thông tin hạn chế đã được mô tả về dược động học của phenibut ở những người dùng tiêu khiển với liều cao hơn nhiều (ví dụ, 1–3 gam) so với liều thông thường trong lâm sàng. Ở những người này, sự khởi phát tác động của phenibut được báo cáo là từ 2 đến 4 giờ theo đường uống và 20 đến 30 phút theo đường đặt hậu môn, các tác động đỉnh điểm được mô tả là xảy ra từ 4 đến 6 giờ sau khi uống và tổng thời gian cho đường uống đã được báo cáo là từ 15 đến 24 giờ (hay khoảng 3 đến 5 lần thời gian bán rã).

## Hóa học
Phenibut là một amino acid thơm tổng hợp. Nó là một phân tử thủ tính và do đó có hai cấu hình tiềm năng là (R)- và (S)-đồng phân đối quang (đồng phân phải và trái).

### Cấu trúc và chất tương tự
Phenibut là một dẫn xuất hóa học của chất ức chế dẫn truyền thần kinh GABA. Do đó, nó là một chất tương tự GABA. Cụ thể, phenibut là chất tương tự của GABA với một vòng phenyl được thay thế ở vị trí β. Như vậy, tên hóa học của nó là axit β-phenyl-γ-aminobutyric, có thể được viết tắt là β-phenyl-GABA. Sự hiện diện của vòng phenyl cho phép phenibut vượt qua hàng rào máu não một cách đáng kể, không giống như trường hợp của GABA. Phenibut cũng chứa một lượng nhỏ amin β-phenethylamine trong cấu trúc của nó.
Phenibut có liên quan chặt chẽ với nhiều loại chất tương tự GABA khác, bao gồm baclofen (β- (4-chlorophenyl)-GABA), 4-fluorophenibut (β- (4-fluorophenyl)-GABA), tolibut (β- (4-methylphenyl)-GABA), pregabalin ((S) -β-isobutyl-GABA), gabapentin (axit 1- (aminomethyl) xyclohexan axetic) và GABOB (β-hydroxy-GABA). Nó có cấu trúc hóa học gần giống như baclofen, chỉ khác ở chỗ có nguyên tử hydro thay vì nguyên tử clo ở vị trí para của vòng phenyl. Phenibut cũng có cấu trúc gần với pregabalin, với nhóm isobutyl ở vị trí β thay vì vòng phenyl của phenibut.
Một chất tương tự dẫn xuất glutamat của phenibut là glufimet (dimethyl 3-phenylglutamat hydroclorua).

### Tổng hợp
Một tổng hợp hóa học của phenibut đã được công bố.

## Lịch sử
Phenibut được nhóm của giáo sư Vsevolod Perekalin tại Trường Đại học Sư phạm Leningrad mang tên A. I. Herzen (Liên Xô) tổng hợp và được thử nghiệm tại Viện Y học Thực nghiệm, Viện Hàn lâm Khoa học Y tế Liên Xô. Phenibut được đưa vào sử dụng lâm sàng ở Nga trong thập niên 1960.

## Xã hội và văn hoá

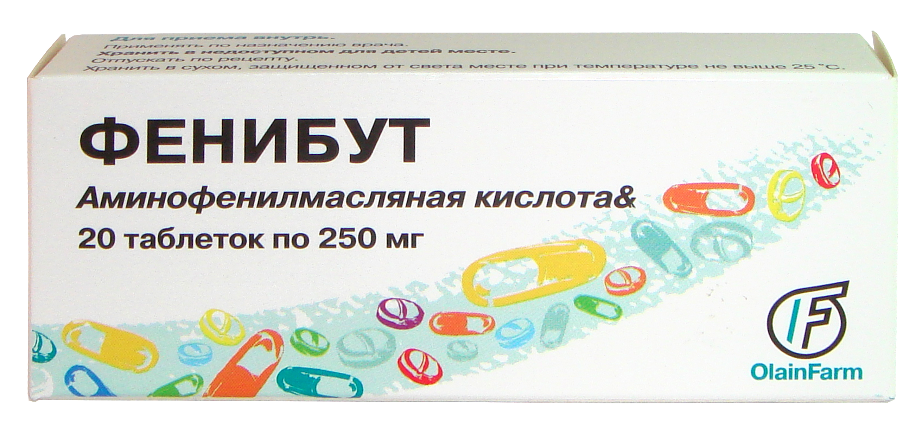
Phenibut dược phẩm của Olainfarm được bán ở Nga.

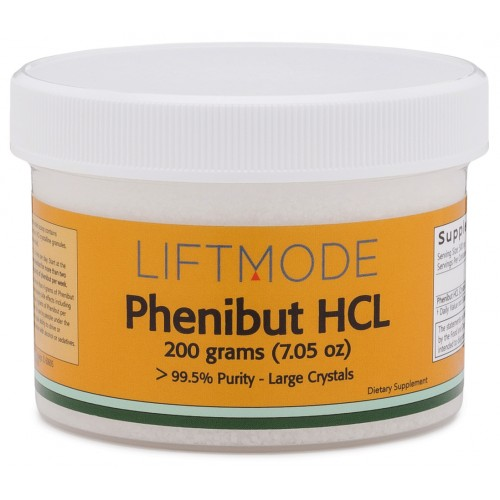
Phenibut có sẵn trực tuyến.

### Tên chung
Tên chung của phenibut là fenibut, phenibut, hoặc phenybut (tiếng Nga: фенибут). Đôi khi nó cũng được gọi là amino acidophenylbutyric (tiếng Nga: аминофенилмасляная кислота). Từ phenibut là tên gọi hóa học của thuốc, axit β- phenyl-γ-aminobutyric. Trong các ấn phẩm ban đầu, phenibut được gọi là fenigam và phenigama (và các biến thể chính tả của chúng; tiếng Nga: фенигам và фенигама). Thuốc chưa được chỉ định INN.

### Nhãn hiệu
Phenibut được bán tại thị trường Nga, Ukraina, Belarus và Latvia với các nhãn hiệu Anvifen, Fenibut, Bifren và Noofen (tiếng Nga tương ứng: Анвифен, Фенибут, Бифрен và Ноофен).

### Nơi bán
Phenibut được phê chuẩn sử dụng trong y tế tại Nga, Ukraina, Belarus và Latvia. Nó không được phê chuẩn hoặc có sẵn dưới dạng thuốc ở các quốc gia khác trong Liên minh châu Âu, Hoa Kỳ hoặc Úc. Ở các quốc gia mà phenibut không phải là một loại dược phẩm được cấp phép, nó được bán trực tuyến không kê đơn như một "chất bổ sung dinh dưỡng". Nó thường được sử dụng như một hình thức tự điều trị chứng lo âu xã hội.

### Sử dụng cho mục đích tiêu khiển
Phenibut được sử dụng để tiêu khiển do khả năng tạo ra sự hưng phấn, giải lo âu và tăng tính hòa đồng. Do tác dụng bắt đầu chậm, người dùng lần đầu thường nhầm lẫn khi dùng thêm một liều phenibut với niềm tin rằng liều ban đầu không có tác dụng. Người dùng tiêu khiển thường dùng thuốc bằng cách uống; có một số báo cáo về việc đặt thuốc trong hậu môn và một báo cáo về sự thổi vào, được mô tả là "rất đau" và gây sưng lỗ mũi.

### Tình trạng pháp lý
Vào năm 2015, có ý kiến cho rằng nên xem xét lại tình trạng pháp lý của phenibut ở châu Âu do nguy cơ trở thành chất phục vụ mục đích tiêu khiển.
Tại thời điểm năm 2020, phenibut không bị coi là chất phải kiểm soát ở bất kỳ quốc gia nào ngoài một số quốc gia như:
- Úc: Vào tháng 2 năm 2018, Cục Quản lý Hàng hóa Trị liệu Úc đã tuyên bố nó là chất cấm (theo Danh mục hàng hóa số 9), với lý do lo ngại về sức khỏe do ngưng dùng thuốc (cai thuốc) và dùng quá liều.[3][22][23]
- Hungary: Kể từ ngày 14 tháng 11 năm 2018, Hungary đã thêm phenibut và 10 chất khác vào danh sách các chất kích thích tâm thần bị cấm tại quốc gia này.[24][25]
- Litva: Kể từ ngày 11 tháng 12 năm 2019, Litva đã thêm phenibut và 9 chất khác vào danh sách các chất kích thích tâm thần bị cấm tại quốc gia này.[26][27]
- Italia: Ngày 26 tháng 8 năm 2020, Italia bổ sung phenibut vào danh sách các chất kích thích tâm thần mới bị cấm của quốc gia này.[28]